# Herbert Mager
Herbert Mager (* 1. Juni 1888 in Geestemünde; † 18. August 1979 Bad Sooden-Allendorf) war ein deutscher Maler.

## Biografie
Mager studierte Architektur an der Technischen Hochschule Hannover. 1907 wechselte Mager auf die Kunstgewerbeschule  Karlsruhe und studierte bei dem Architekten und Keramiker Max Laeuger. 1908 verbrachte Mager in München im Lehr- und Versuchsatelier Wilhelm von Debschitz. Von 1910 bis 1914 studierte er in Berlin Kunstgeschichte bei Wölflin und Paul Simmel.
Mager war im Ersten Weltkrieg Soldat in Russland und Frankreich, in den 1930er Jahren lebte er eine kurze Zeit in Paris und arbeitete in einem Atelier, kam aber bald nach Deutschland zurück. Im Zweiten Weltkrieg war er wieder Soldat. Seit 1922 war die Familie Mager in Karlshafen an der Weser ansässig. Er war im Weserbergland ein bekannter Landschaftsmaler. Er malte vorwiegend Aquarelle und Ölgemälde von der Weserlandschaft und den Orten. Sein Malstil war gekonnt expressiv.
 
Ganz einfache Formensprache kennzeichnen die Darstellung. Belebt werden die Bilder durch den Kampf zwischen Farben und Nebel der Weser mit wenig Kontrast.

Ansprechende Landschaftsgemälde, die mit sicheren Pinselstrichen auf Leinwand, oder als Aquarell gemalt sind. Die Ansichten zeigen das Weserbergland. Das landschaftliche Flair erinnert an alte Zeiten. Diese ungreifbaren Farbteilchen, dem Schmelz des frischen und jungen Grüns der Blätter und des Grases als Erhöhung der sichtbaren Wirklichkeit und nicht als Sinnbild.
Kunsthistorisch ist Mager der Verschollenen Generation und dem Expressiven Realismus zuzurechnen.

## Werke
Sein Verzeichnis besitzt repräsentativen Charakter. Ein vollständiges Werkverzeichnis gibt es wegen der Streuung seiner Werke nicht. Er signierte mit H.Mager, H.M und M.

### Aquarelle
- Herstelle vom Weserufer
- Hannoversche Klippen
- Wasserschloss Wülmersen
- Diemelufer bei Helmarshausen
- Steinstrasse in Helmarshausen
- Häuser in Würgassen

### Ölgemälde
- Helmarshausen Falenberg
- Stadtansicht Bad Karlshafen
- Weserufer bei Lauenförde
- Weserlandschaft Beverungen
- Hugenottenturm mit Sängertempel
- Juliushöhe Bad Karlshafen
- Krukenburg Helmarshausen
- Haus „Alt Karlshafen“
- Hannoversche Klippen